# Agenda
Agenda (z lat. agere, jednat) je souhrn toho, co je třeba udělat, vyřídit, zařídit. Agenda je například program schůze, porady nebo konference, tedy souhrn témat, o nichž se má jednat. Agendou nějakého člověka nebo organizace se rozumí souhrn jeho či jejích praktických cílů a úkolů, například Agenda 21 Organizace spojených národů. 
V latině se jednalo o množné číslo, kdy agenda představovala souhrn bodů jednání, z nichž každý se nazýval agendum. V češtině je agenda brána jako jednotné číslo. 
Slovo agenda má kromě obecného významu také několik konkrétních použití v různých oblastech: 
- V administrativě znamená obor působnosti úřadu, oddělení nebo i jednotlivého referenta, oblast činností, v nichž má rozhodovat.
- Zvláštním případem je soudní agenda, oblast působnosti určitého soudu (např. trestní, opatrovnická, exekuční apod.) i souhrn jednotlivých případů k projednání.
- V křesťanské liturgice se tímto slovem označuje příručka různých bohoslužebných obřadů.